# Pesca a mosca inglese
La pesca a mosca inglese è un tipo di pesca con la mosca conosciuta anche come pesca a mosca classica. Prevede l'uso di canne da pesca sottili e leggere relativamente corte, un mulinello posto sotto l'impugnatura con il solo scopo di contenere la lenza (coda di topo) e non gli è attribuito il compito di salpare il pesce, almeno per le prede di piccola o media pezzatura.

## Lenza
Caratteristica di questa pesca è la lenza chiamata coda di topo. Questa è un filo di dimensioni cospicue rispetto alle classiche lenze da pesca, generalmente colorato per essere visibile al pescatore ed a seconda delle sue varianti può essere affondante, semi affondante o galleggiante. Ha una forma conica e va assottigliandosi verso la punta a mo' di "coda di topo" appunto. Nella sua estremità è collegato, tramite nodi particolari, il finale realizzato in lenza trasparente, unendo più spezzoni di filo di diversi diametri con grandezza e lunghezza decrescenti man mano che ci avviciniamo alla punta dove è innestata la mosca (in alternativa esistono in commercio trafilati conici senza nodi).

## Esca
Non vi sono pesi, piombi o altri sistemi di appesantimento perché il lancio dell'esca artificiale avviene sfruttando il peso della coda di topo e l'elasticità della canna che va rapportata al peso della coda stessa. Va detto che questo tipo di pesca sportiva facilita il rilascio del pescato in quanto l'esca artificiale non viene quasi mai ingoiata dal pesce, ma rimane in punta di bocca ed i danni arrecati al pescato sono minimi.